# Louis Fonteneau
Pour les articles homonymes, voir Fonteneau.
Louis Pierre Marie Fonteneau (né le 1er septembre 1907 à Saint-Mihiel et mort le 29 janvier 1989 à Nantes) est un dirigeant sportif français, président du FC Nantes de 1969 à 1986.

## Biographie
Natif de Saint-Mihiel dans le département de la Meuse, fils de Auguste Julien Louis Fonteneau, natif de Riaillé, militaire puis hôtelier, et de Françoise Marie Louise Morin, Louis Fonteneau s'installe dans l'Ouest de la France et prend le direction d'une société de produits capillaires.
Il fait ses premières armes dans le monde du football en devenant dirigeant au sein du modeste club de Chalonnes-sur-Loire. Introduit au sein du FC Nantes au poste de secrétaire en juillet 1958, il gravit les échelons jusqu'à en devenir président en janvier 1969 à la suite de la démission de Jean Clerfeuille.
Sous sa présidence, le club gagna 4 titres de champions de France (1973, 1977, 1980 et 1983) et une Coupe de France (1979) et modernise les structures du club. Ainsi le FC Nantes quitte le stade Marcel-Saupin pour le stade de la Beaujoire édifié pour accueillir des matches de l'Euro 1984. Le club se dote par ailleurs d'un centre sportif aussi bien destiné à l'entraînement des joueurs professionnels qu'à l'apprentissage des jeunes en formation.
En décembre 1986, Louis Fonteneau cède sa place à Max Bouyer. Il demeure le président du FC Nantes resté le plus longtemps à son poste, soit une durée de 19 ans.
Louis Fonteneau meurt d'une crise cardiaque consécutive à un accident de voiture qui a eu lieu sur la place de Bretagne à Nantes, le 29 janvier 1989.
Le stade de Nantes porte son nom depuis 1989 (le stade de la Beaujoire est rebaptisé stade de La Beaujoire - Louis Fonteneau).

## Fonctions
- juillet 1958-juin 1959 : secrétaire du FC Nantes
- 1959-janvier 1969 : vice-président du FC Nantes
- janvier 1969-décembre 1986 : président du FC Nantes